# Masahiko Ichikawa
Masahiko Ichikawa (født 17. september 1985) er en tidligere japansk fodboldspiller.
Han har spillet for flere forskellige klubber i sin karriere, herunder Omiya Ardija og Tokyo Verdy.